# نرغس مرز (دابوي الجنوبي)
نرغس مرز (بالفارسية: نرگس‌مرز) هي قرية تقع في إيران في قسم دابوي الجنوبی الريفي. يقدر عدد سكانها بـ 252 نسمة بحسب إحصاء 2016.